# Ladislav Divila
Ladislav Divila (* 14. května 1944, Přerov) je bývalý český skokan na lyžích, reprezentant Československa.

## Sportovní kariéra
Zúčastnil se olympijských her v Grenoble roku 1968, v závodě na středním můstku skončil na 9. místě. Závodil v letech 1967–1973. V mezinárodní konkurenci debutoval na Turné čtyř můstků 1966/67, kde skákal pouze v Innsbrucku, ale přesto skončil celkově na 18. místě. V dalším ročníku vynechal jen závod v Oberstdorfu, ale překvapil pátým místěm v Garmisch-Partenkirchen a celkově skončil na 14. místě. Na Turné čtyř můstků 1968/69 skončil celkově na 9. místě.